# Барбоза, Сузи
Сузи Барбоза (порт. Suzi Barbosa, род. 5 июля 1973) — политик Гвинеи-Бисау, депутат парламента и координатор Комитета женщин-парламентариев Гвинеи-Бисау.

## Карьера
Сузи Барбоза выступает за участие женщин в национальных политических делах Гвинеи-Бисау. Она была участницей феминистского движения в Гвинее-Бисау среди женщин из округа Бафата, которые уклонялись от голосования на выборах, если женщины не были включены в список претендентов. Она указала, что «население Гвинеи-Бисау в основном состоит из женщин, и очень грустно видеть, что у них нет таких же возможностей, как у мужчин, особенно на руководящих должностях, если бы они были на них, возможно, ситуация в стране с точки зрения стабильности была бы другой».
Она была делегатом на первой конференции Женского кружка Национальной ассамблеи в Квебеке в 2017 году, состоящей из политиков из франкоязычных стран, собравшихся для наращивания потенциала женщин-мировых лидеров.
С 2016 года она была государственным секретарём по международному сотрудничеству и сообществам в Гвинее-Бисау.
3 июля 2019 года она стала министром иностранных дел.